# Ајер Бовоар
Ајер Бовоар (фр. Aillières-Beauvoir) је насељено место у Француској у региону Лоара, у департману Сарт.
По подацима из 2011. године у општини је живело 217 становника, а густина насељености је износила 14,41 становника/km².

## Демографија
| 1962. | 1968. | 1975. | 1982. | 1990. | 2011. |
| ----- | ----- | ----- | ----- | ----- | ----- |
| 288   | 291   | 280   | 237   | 237   | 217   |